# Uparty jak Hogan
Uparty jak Hogan (ang. Hogan Knows Best) – amerykański program telewizyjny typu reality show.
Premiera pierwszego odcinka odbyła się w Stanach Zjednoczonych 10 lipca 2005 roku na antenie VH1. Po raz ostatni pojawił się 21 października 2007 roku. W Polsce emisję show nadawały stacje VH1 Polska oraz MTV Polska.
W 2008 roku powstał spin-off programu reality show Uparta jak Brook, który zakończył emisję w 2009 roku.
Program opowiada o przygodach amerykańskiego króla wrestlingu – Hulka Hogana oraz jego zwariowanej rodziny. Wraz ze swoją żoną Lindą, dziećmi Nickiem i Brooke oraz z ponad 30 zwierzakami (m.in. koty, psy, szynszyle, żółwie, ryby i żaby) prowadzi spokojne życie w swojej posiadłości na Florydzie, a jego głównym problemem jest uchronienie potomstwa przed grzechami młodości.

## Występują
- Terry "Hulk" Hogan – główny bohater programu.
- Linda Marie Hogan – żona Hulka.
- Brooke Hogan – córka Hulka i Lindy.
- Nick Hogan – syn Hulka i Lindy.
- Brian Knobs – przyjaciel Hulka.